# Eucalyptus minniritchi
Eucalyptus minniritchi är en myrtenväxtart som beskrevs av Nicolle. Eucalyptus minniritchi ingår i släktet Eucalyptus och familjen myrtenväxter. Inga underarter finns listade i Catalogue of Life.